# A Conspiracy Against the King
A Conspiracy Against the King è un cortometraggio muto del 1911 diretto da J. Searle Dawley.

## Produzionev
Il film fu prodotto dalla Edison Company.

## Distribuzione
Distribuito dalla General Film Company, il film - un cortometraggio in una bobina - uscì nelle sale cinematografiche statunitensi il 20 ottobre 1911.